# NGC 3509
NGC 3509 (другие обозначения — UGC 6134, IRAS11018+0505, MCG 1-28-33, ARP 335, ZWG 38.109, VV 75, KCPG 265A, PGC 33446) — галактика в созвездии Лев.
Этот объект входит в число перечисленных в оригинальной редакции «Нового общего каталога».
В галактике вспыхнула сверхновая SN 2010bi типа IIP, её пиковая видимая звездная величина составила 17,7.